# ویکتور وروم
ویکتور وروم (به انگلیسی: Victor Vroom) استاد دانشگاه بازرگانی در دانشگاه ییل می‌باشد. او دوره Phd را در دانشگاه میشیگان گذراند. او تحقیقاتی را پیرامون نظریه انگیزش انجام داده‌است.